# Уго Баньюло
Віктор Уго Баньюло Фернандес (ісп. Víctor Hugo Bagnulo Fernández; 23 липня 1915 — 7 лютого 2008 року) — уругвайський футболіст і тренер. Найбільш відомий за свою успішну роботу з уругвайським грандом, «Пеньяролем», з яким він виграв п'ять національних чемпіонських титулів.

## Кар'єра
Кар'єра футболіста Баньюло тривала 12 років (з 1935 по 1947 рік), він грав за уругвайські клуби «Сентраль Еспаньйол», «Дефенсор Спортінг» і «Данубіо». Його перший досвід тренерства прийшов під час турне «Дефенсора» з Чилі в 1946 році, де він привів клуб до перемоги з розгромним рахунком 6-0 в товариському матчі проти чилійського гранда «Коло-Коло».
Він також зіграв один матч за збірну Уругваю в Кубку Ньютона проти Аргентини, гра закінчилася поразкою з рахунком 4:1, 25 травня 1942 року.
У 1947 році він приєднався до «Данубіо», де був гравцем і тренером молоді. Після відходу зі спорту через рік він став головним тренером клубу. У 1952 році він покинув клуб, щоб працювати в «Дефенсорі», а три роки потому, в 1955 році він був призначений тренером збірної Уругваю. З Уругваєм він виграв Чемпіонат Південної Америки з футболу 1956 року, перш ніж був замінений на Хуана Лопеса Фонтану в 1957 році.
У 1958 році він отримав перший досвід роботи з «Пеньяролем», з яким він виграв два чемпіонські титули в 1958 і 1959 роках, після відходу Баньюло команда продовжувала домінувати в південноамериканському футболі і в наступні кілька років, вже під керівництвом наступника, Роберто Скароне. Після відходу з «Пеньяроля» Баньюло повернувся в «Дефенсор», а пізніше тренував «Насьональ», «Рампла Хуніорс», «Монтевідео Вондерерз», свій колишній клуб «Сентраль Еспаньйол» і «Уракан Бусео». Він також встиг попрацювати за кордоном: в Аргентині («Росаріо Сентраль») і Перу («Альянсу Ліма»).
На чемпіонаті світу 1962 року Баньюло був також помічником тренера збірної Уругваю, Хуана Карлоса Корацо, спільно з Хуаном Лопесом Фонтаною і Роберто Скароне.
У період з 1970 по 1973 рік він другий раз тренував Уругвай, з яким він кваліфікувався на чемпіонат світу 1974 року, але його замінив Роберто Порта до початку турніру. Потім він повернувся в «Пеньяроль» в 1973 році і виграв три чемпіонські титули поспіль (1973, 1974 і 1975 роках), а також Трофей Терези Еррери в 1974 і 1975 роках. Після періоду роботи в «Ліверпулі Монтевідео» у 1976 році він знову зайняв посаду тренера Уругваю в 1978 році, але пробув на посаді недовго.
Його останнім клубом був той самий «Пеньяроль», в який він прийшов у 1982 році і виграв з клубом національний чемпіонат, Кубок Лібертадорес (перемігши чилійський «Кобрелоа» у фіналі) і Міжконтинентальний кубок (вигравши у європейського чемпіона «Астон Вілли»).

## Досягнення (тренерські)
Клуб
- Чемпіонат Уругваю: 1958, 1973, 1974, 1975, 1982 (з «Пеньяролем»)
- Кубок Лібертадорес: 1982 (з «Пеньяролем»)
- Міжконтинентальний кубок: 1982 (з «Пеньяролем»)

Збірна
- Кубок Америки: 1956 (з Уругваєм)